# Abweiler
Abweiler (luxemburgisch Obelerⓘ) ist eine Ortschaft in der Gemeinde Bettemburg, Kanton Esch an der Alzette, im Großherzogtum Luxemburg.

## Lage
Abweiler liegt am südlichen Rand des Bettemburger Buschs (Beetebuerger Besch) südlich der Hauptstadt Luxemburg. Nachbarorte sind im Süden Bettemburg und Fenningen.

## Allgemeines
Abweiler ist ein kleines, landwirtschaftlich geprägtes Straßendorf. Den Ortsmittelpunkt bildet die kleine Willibrorduskapelle.

## Sehenswertes
- Kath. Kapelle St. Willibrord